# サブリエル 冥界の扉
『サブリエル 冥界の扉』(さぶりえる めいかのとびら、原題:Sabriel) は、1995年に発表された、ガース・ニクス著のダークファンタジー小説『古王国記』シリーズの第1巻。

## ストーリー
サブリエルは、アンセルスティエールのワイヴァリー学院の寮で幼い頃から生活していた。母は、彼女を産み落として亡くなった。父は、古王国でアブホーセンの務めを果たしている。卒業が迫った満月のある夜、アブホーセンである父が定期的な訪問に現れない。代わりに不気味な化け物が、アブホーセンの剣とベルを届けにやってきた。父の身に何かが起こったと考えた彼女は、一人、古王国に向かう・・・。

## 登場人物
サブリエル
主人公。第53代アブホーセン。
モゲット
正体不明の古代からのフリーマジックの化け物。しかし、普段は首輪のサラネスによって拘束され猫の姿をしている。
タッチストーン
王家の最後の生き残り。サブリエルに見つかるまで、200年間封印されていた。
ケリゴール
大死霊。200年間、過去のアブホーセン達と戦い続けてきた。
ターシエル
サブリエルの父。第52代アブホーセン。